# Vermileo dowi
Vermileo dowi är en tvåvingeart som beskrevs av Wheeler 1931. Vermileo dowi ingår i släktet Vermileo och familjen Vermileonidae.
Artens utbredningsområde är Kuba. Inga underarter finns listade i Catalogue of Life.